# Чапман, Леонард
Ле́онард Фи́лдинг Ча́пман-младший (англ. Leonard Fielding Chapman, Jr.; 3 ноября 1913 — 6 января 2000) — 24-й комендант корпуса морской пехоты (1968—1971). Ветеран боёв Второй мировой войны, награждён за участие в битве за Пелелиу и Окинаву. Ушёл в отставку из корпуса морской пехоты после 37 лет службы, после чего служил комиссаром службы иммиграции и натурализации.

## Биография
Родился в Ки-Уэст, штат Флорида, окончил среднюю школу в Деланд, Флорида. В 1931 году поступил в университет штата Флорида, где поступил в учебный корпус подготовки военно-морских офицеров резерва, где проучился четыре года. Вступил в братство Фи Каппа Тау и в организацию Florida Blue Key, где добился почётного звания лидера. Окончил университет в июне 1935 года и был зачислен корпус морской пехоты США в звании второго лейтенанта
Окончил базовую школу на военно-морской верфи Филадельфии. С апреля 1936 по август 1937 года служил в первом батальоне 10-го полка морской пехоты в Куантико, штат Виргиния. По окончании школы полевой артиллерии в Форт-Силле, штат Оклахома в июне 1938 года он получил назначение в 10-й полк морской пехоты на базе корпуса в Сан-Диего, штат Калифорния. В сентябре 1938 он был произведён в первые лейтенанты.
В июне 1940 года Чапман отправился из Сан-Диего в Гонолулу. Там он окончил оружейную школу на борту крейсера «Новый Орлеан», после чего был переведён на крейсер «Астория», где прослужил два года командиром подразделения морской пехоты. В апреле 1941 года был произведён в капитаны.
На борту «Астории» Чапман встретил начало второй мировой войны. Принял участие в сражениях на Тихом океане начального периода войны, кульминацией которых стали битва в Коралловом море и сражение у атолла Мидуэй. Получил военно-морскую похвальную медаль с литерой «V». В мае 1942 года был произведён в майоры, а в июне вернулся в США.
В августе 1942 года получил назначение в школы корпуса морской пехоты в Куантико инструктором артиллерийских курсов. В мае 1943 года был повышен в звании до подполковника. В октябре стал старшим помощником командира отдела артиллерии школ корпуса морской пехоты.
В июне 1944 года Чапман отправился на боевую службу, вступив в состав первой дивизии морской пехоты на тихоокеанском театре. Был награждён медалью легион почёта с литерой «V» за выдающуюся службу в составе 11-го полка морской пехоты и командиром 4-го батальона 11-го полка в ходе боёв за Пелелиу в сентябре-октябре 1944 года и бронзовой медалью с литерой «V» за службу командиром 4-го батальона на Окинаве с апреля по июль 1945 год.
Вернувшись в континентальные США, Чапман служил руководителем главного штаба сил морской пехоты Тихоокеанского флота (FMF) с сентября 1945 по июль 1946 года. С августа 1946 по май 1949 года служил в главном штабе корпуса в Вашингтоне, старшим помощником главы G-3 (отдела планирования и политики).
Чапман получил назначение в школы корпуса морской пехоты в Куантико где служил координатором резервного учебной части подготовки артиллеристов, в июне 1950 года окончил курсы старших офицеров амфибийной войны, затем служил главой группы обеспечения вооружением центра развития корпуса морской пехоты. Будучи в Куантико был в июне 1950 года произведён в полковники.
В июле 1952 года Чапман перебрался из Куантико в Кемп-Пендлтон, штат Калифорния, где стал командиром 12-го полка 3-й дивизии морской пехоты и вместе с дивизией отправился в Японию в августе 1953 года, где продолжал командовать 12-м полком морской пехоты. В августе 1954 года он был назначен командиром казарм морской пехоты U.S. Fleet Activities, в Йокосука, Япония, где прослужил до мая 1956 года.
В июле 1956 года Чапман стал командиром казарм морской пехоты в Вашингтоне и директором института корпуса морской пехоты. 1 июля 1958 он был произведён в бригадные генералы.
После повышения в звании Чапман получил назначение командиром войск усиления атлантического флота на базе Кемп-Леджен, штат Северная Каролина, где прослужил до августе 1961 года. В сентябре 196 года1 был назначен заместителем начальника главного штаба G-4. В ноябре 1961 года повышен в звании до генерал-майора. За чрезвычайно выдающуюся службу на этой должности с сентября 1961 по декабрь 1963 он был награждён второй медалью «легион почёта».

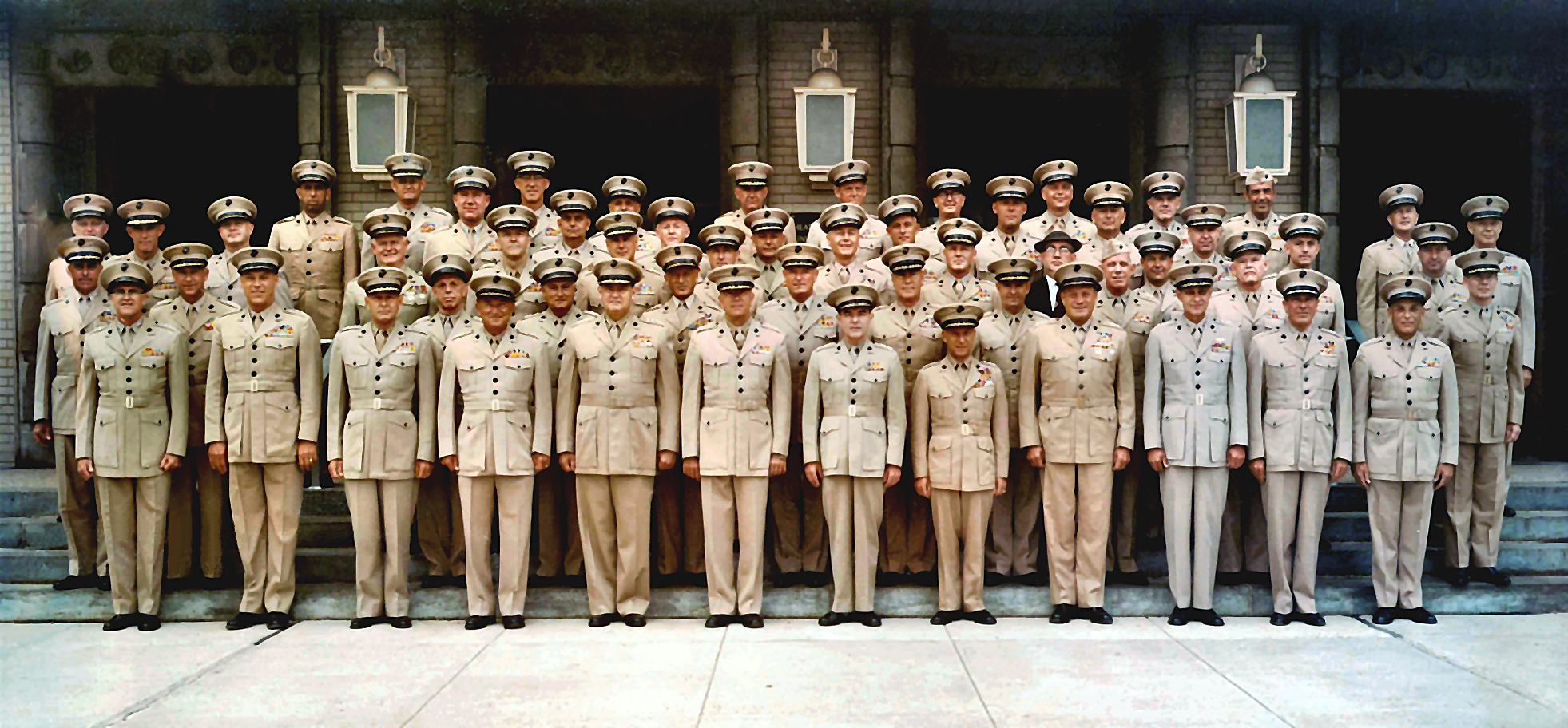
Чапман (передний ряд, 6-й слева) на симпозиуме генералов, 1967 год

1 января 1964 года Чапман возглавил штаб, находясь в звании генерал-лейтенанта. Военно-морской министр наградил Чэпмена медалью «за выдающуюся службу». 1 июля 1967 года Чапман стал заместителем коменданта корпуса морской пехоты. На этой должности он был награждён медалью «за заслуги» ассоциацией руководства вооружёнными силами.
4 декабря 1967 года президент Линдон Джонсон предложил кандидатуру Чапмана на пост коменданта корпуса морской пехоты. 13 декабря 1967 года сенат одобрил кандидатуру. 1 января 1968 года Чапман получил звание генерала и стал комендантом корпуса.

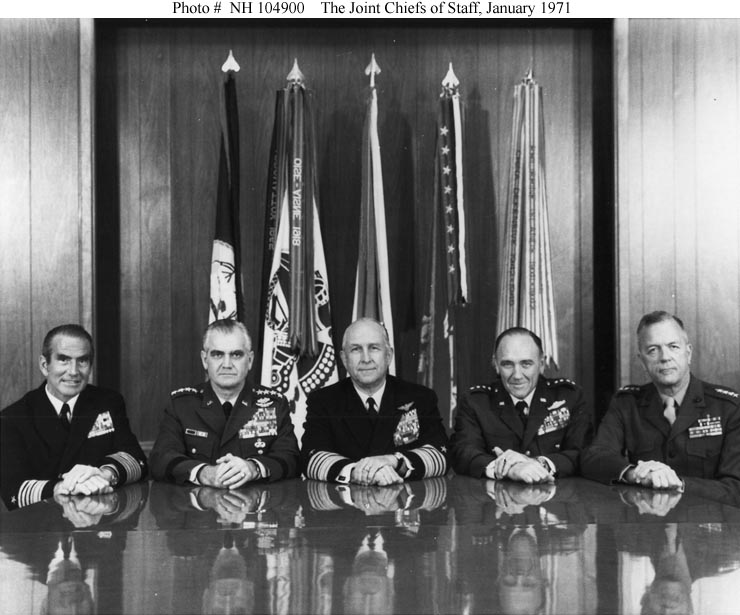
Объединённый комитет начальников штабов, январь 1971; Чапман крайний справа

В первый год на посту генерал Чапман много путешествовал, проехав почти 100 тыс. миль, посещая части морской пехоты по всему миру. Ввиду тяжёлой ситуации во Вьетнаме он посетил эту страну дважды в 1968. В январе 1969 года президент республики Корея Пак Чон Хи вручил генералу Чапману орден первого класса «за заслуги в области национальной безопасности». В этот же месяц Чапман получил вторую золотую звезду (повторного награждения) к медали «За выдающуюся службу».
К концу срока комендант Чапман стал свидетелем того как 3-й механизированный отряд морской пехоты покидает Вьетнам и уменьшение численности корпуса с 289 тыс. до 198 тыс. Предвидя дальнейшее сокращение бюджета и уменьшение численности морских пехотинцев Чапман ранее предпринял меры по сохранению «сильного, полностью готового к бою корпуса», сокращённого по численностью но не потерявшего профессионализм. 10 декабря 1971 года президент Никсон вручил Чапману третью медаль «За выдающуюся службу».
Генерал Чапман ушёл в отставку 1 января 1972 года и стал комиссаром службы иммиграции и натурализации, уйдя в отставку в 1977 года.
Скончался 6 января 2000 года в возрасте 86 лет от осложнений вызванных раком. Погребён на Арлингтонском национальном кладбище с полными военными почестями 14 января 2000 года. Его друг, товарищ по братству и протеже бывший комендант генерал Манди произнёс панегерик на похоронах.

## Награды
| Золотая звезда повторного награждения · Золотая звезда повторного награждения |                             |                            |                            |
|                                                                               |                             | Бронзовая звезда за службу | Бронзовая звезда за службу |
|                                                                               | Серебряная звезда за службу |                            | Бронзовая звезда за службу |
|                                                                               |                             |                            |                            |

|                                   | Медаль «За выдающуюся службу» (ВМС США) с двумя звёздами     | Орден «Легион почёта» со звездой и литерой «V»                            |                                                        |
| Bronze Star c литерой «V»         | Военно-морская Похвальная медаль с литерой «V»               | Президентская благодарность подразделению (ВМС) с одной звездой за службу | Медаль «За защиту Америки» со звездой                  |
| Медаль «За Американскую кампанию» | Медаль «За Азиатско-тихоокеанскую кампанию» c пятью звёздами | Медаль Победы во Второй мировой войне (США)                               | Медаль за службу национальной обороне (США) со звездой |
| Медаль «За службу в Корее» (США)  | Korean Order of National Security Merit, Tong-il Medal       | Национальный орден Вьетнама, знак офицера                                 | Медаль «За службу ООН в Корее»                         |